# Fenestraria rhopalophylla
A Fenestraria rhopalophylla a szegfűvirágúak (Caryophyllales) rendjébe, ezen belül a kristályvirágfélék (Aizoaceae) családjába tartozó faj.
Nemzetségének az egyetlen faja.

## Előfordulása
A Fenestraria rhopalophylla természetes körülmények között csak a Dél-afrikai Köztársaságban, illetve Namíbia területén fordul elő, azaz Délnyugat-Dél-Afrikának az egyik endemikus növénye.

## Alfajai
- Fenestraria rhopalophylla subsp. aurantiaca (N.E.Br.) H.E.K.Hartmann
- Fenestraria rhopalophylla subsp. rhopalophylla (Schltr. & Diels) N.E.Br.